# Tití de corona negra
El tití de corona negra (Mico humilis) és una espècie de primat de la família dels cal·litríquids, endèmica de l'Amazònia del Brasil. La població es concentra en un espai relativament reduït, que recorre tota la riba oest del riu Aripuanã i té el límit sud-oest a Nono Aripuanã, el límit sud a Tucunaré i el límit oest a la riba dreta dels rius Madeira (fins a la seva unió amb el riu Matauá) i Uruá. Tanmateix, s'ha localitzat un grup d'individus a uns 50 quilòmetres al sud-oest del límit meridional abans mencionat, i un altre grup a uns 10 quilòmetres a l'est del riu Manicoré. La seva distribució en un espai tan concret, subjecte a una possible deforestació, fa que sigui considerada una espècie vulnerable.
És un animal petit: els individus adults fan entre 16 i 17 cm de llargada, i la cua n'acostuma a medir uns 22. El pes mitjà d'aquests individus oscil·la entre els 150 i els 185 grams. Acostuma a viure en grups d'entre 6 i 8 individus amb més d'una femella reproductora, tot i que s'han observat agrupacions de fins a 30 individus. També s'ha observat que a cada generació acostuma a nàixer un sol individu —del qual acostuma a fer-se càrrec només la mare—, i que els parts múltiples no són habituals.